# Joffre-Mutualité (tramway de Rouen)
Joffre-Mutualité est une station du tronc commun des lignes Technopôle et Georges Braque du tramway de Rouen (localement nommé « métro »). Unique station souterraine de la rive gauche de la Seine à Rouen, elle est située dans le quartier Saint-Sever.
Elle présente une œuvre, installation créée in situ, de l'artiste américain Keith Sonnier.

## Situation
Sur le réseau du tramway de Rouen, la station Joffre-Mutualité est établie sur le tronc commun après la station souterraine du Théâtre des Arts et la traversée à l'air libre de la Seine par le pont Jeanne-d'Arc. Le tracé repasse au niveau du sol pour rejoindre la station suivante de Saint-Sever.
Géographiquement la station Joffre-Mutualité est située rive gauche de la Seine sous la place Joffre, important carrefour routier où se rejoigne : l'avenue Jacques-Cartier, le cours Clemenceau, l'avenue de Bretagne et le boulevard d'Orléans.

## Histoire
L'inauguration du « Métrobus » se déroule le 16 décembre 1994 sur la place Bernard-Tissot. La mise en service de la station Joffre-Mutualité a lieu le lendemain 17 décembre comme l'ensemble du réseau. 
En 2010, l'œuvre de l'artiste Keith Sonnier est restaurée,.
En 2012, les rames bleues Alsthom TFS sont remplacées par des rames blanches Alstom Citadis série 402.

## Service des voyageurs

### Accueil
La station Joffre-Mutualité est une station souterraine accessible par plusieurs escaliers et ascenseurs. Ses deux quais d'une longueur de 60 mètres, équipés de valideurs de titres de transport, sont accessibles aux personnes à la mobilité réduite.

### Desserte
Située sur le tronc commun du réseau, la station est desservie par les rames des lignes Technopôle et Georges Braque. 
Comme pour l'ensemble du tramway rouennais, les premiers passages ont lieu aux abords de 4 h 30 le matin et partent en direction du nord. Les derniers départs (en direction du sud) ont lieu à minuit sauf le dimanche, les derniers départs ayant alors lieu à 23 h.

### Intermodalité
Les piétons trouvent à proximité : 
- la Mutualité française,
- la Cité administrative,
- les archives départementales de la Seine-Maritime
- et le conseil départemental de la Seine-Maritime.

Une station Cy'clic (location de vélos en libre-service) est accessible

## Conception artistique
Comme les autres stations souterraines, la conception et la réalisation de la station Joffre-Mutualité ont été confiées à l'architecte-urbaniste Yves Couloume qui a produit « des volumes ouverts, des surfaces animées (pierre et métal perforé au lieu du carrelage habituel) et surtout une lumière du jour abondante dotent ces lieux de passage et d'attente d'une vraie qualité esthétique qui encadre magistralement toutes les interventions artistiques ».
Un an avant la livraison des stations, le Syndicat intercommunal de l'agglomération rouennaise, devenu depuis la Communauté d'agglomération Rouen-Elbeuf-Austreberthe (CREA), a mandaté la Direction régionale des Affaires culturelles de Haute Normandie (DRAC) pour créer un groupe de travail, piloté par Victoire Dubruel, dont l'objet était de réaliser un parcours artistique financé par du mécénat d'entreprises. Pour la station Joffre-Mutualité, le choix s'est porté sur : l'artiste américain Keith Sonnier qui a créé in situ (pour cette station) une œuvre permanente, intitulée « de rouge à bleu ».